# Orgueil (Tarn-et-Garonne)
Pour les articles homonymes, voir Orgueil (homonymie).
Orgueil est une commune française située dans le sud du département de Tarn-et-Garonne, en région Occitanie.
Sur le plan historique et culturel, la commune est dans le Pays Montalbanais, correspondant à la partie méridionale du Quercy.
Exposée à un climat océanique altéré, elle est drainée par le Tarn, le ruisseau de Rival, le ruisseau de la Rougette, le ruisseau de Pengaline et par divers autres petits cours d'eau. La commune possède un patrimoine naturel remarquable : un site Natura 2000 (Les « vallées du Tarn, de l'Aveyron, du Viaur, de l'Agout et du Gijou ») et une zone naturelle d'intérêt écologique, faunistique et floristique.
Orgueil est une commune rurale qui compte 1 721 habitants en 2022, après avoir connu une forte hausse de la population depuis 1962. Elle est dans l'agglomération de Labastide-Saint-Pierre et fait partie de l'aire d'attraction de Toulouse. Ses habitants sont appelés les Orgueillois ou  Orgueilloises.

## Géographie

### Localisation
Commune située sur l'ancienne route nationale 630 entre Montauban et Buzet-sur-Tarn. Elle est limitrophe du département de la Haute-Garonne. Elle fait aussi partie de l'unité urbaine de Labastide-Saint-Pierre dans l'aire d'attraction de Toulouse.

### Communes limitrophes
Orgueil est limitrophe de six autres communes dont une en Haute-Garonne.
Les communes limitrophes sont  Campsas, Corbarieu, Fronton, Labastide-Saint-Pierre, Nohic et Reyniès.
| Labastide-Saint-Pierre | Corbarieu               | Reyniès |
| Campsas                | Orgueil                 | Nohic   |
|                        | Fronton (Haute-Garonne) |         |

### Hydrographie

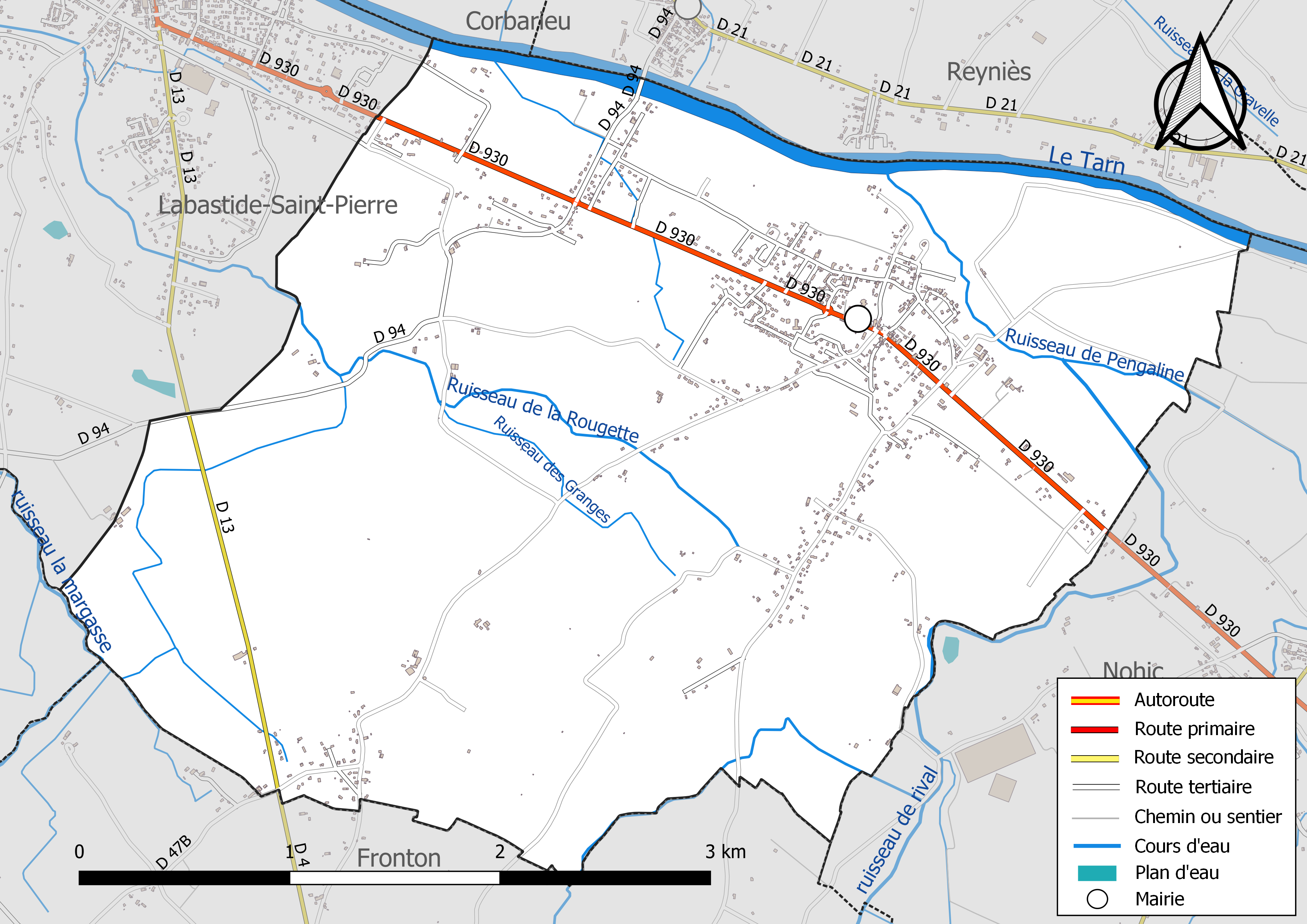
Réseaux hydrographique et routier d'Orgueil.

La commune est dans le bassin versant de la Garonne, au sein du bassin hydrographique Adour-Garonne. Elle est drainée par le Tarn, le ruisseau de rival, le ruisseau de la Rougette, le ruisseau de Pengaline, le ruisseau de la Gravelle, le ruisseau des Granges le ruisseau du Pontet et par divers petits cours d'eau, constituant un réseau hydrographique de 17 km de longueur totale,.
Le Tarn, d'une longueur totale de 380 km, prend sa source dans la commune de Pont de Montvert - Sud Mont Lozère et s'écoule d'est en ouest. Il traverse la commune et se jette dans la Garonne à Saint-Nicolas-de-la-Grave, après avoir traversé 98 communes.
Le ruisseau de Rival, d'une longueur totale de 16,5 km, prend sa source dans la commune de Castelnau-d'Estrétefonds et s'écoule du sud vers le nord. Il se jette dans le ruisseau de Pengaline sur le territoire communal, après avoir traversé 6 communes.

### Climat
Pour des articles plus généraux, voir Climat de l'Occitanie et Climat de Tarn-et-Garonne.
En 2010, le climat de la commune est de type climat du Bassin du Sud-Ouest, selon une étude du Centre national de la recherche scientifique s'appuyant sur une série de données couvrant la période 1971-2000. En 2020, Météo-France publie une typologie des climats de la France métropolitaine dans laquelle la commune est exposée à un climat océanique altéré et est dans la région climatique Aquitaine, Gascogne, caractérisée par une pluviométrie abondante au printemps, modérée en automne, un faible ensoleillement au printemps, un été chaud (19,5 °C), des vents faibles, des brouillards fréquents en automne et en hiver et des orages fréquents en été (15 à 20 jours).
Pour la période 1971-2000, la température annuelle moyenne est de 13,2 °C, avec une amplitude thermique annuelle de 16 °C. Le cumul annuel moyen de précipitations est de 736 mm, avec 9,7 jours de précipitations en janvier et 5,5 jours en juillet. Pour la période 1991-2020, la température moyenne annuelle observée sur la station météorologique de Météo-France la plus proche, « Montauban », sur la commune de Montauban à 13 km à vol d'oiseau, est de 13,9 °C et le cumul annuel moyen de précipitations est de 710,2 mm. 
La température maximale relevée sur cette station est de 42,6 °C, atteinte le 24 août 2023 ; la température minimale est de −20 °C, atteinte le 16 janvier 1985,,.
Les paramètres climatiques de la commune ont été estimés pour le milieu du siècle (2041-2070) selon différents scénarios d'émission de gaz à effet de serre à partir des nouvelles projections climatiques de référence DRIAS-2020. Ils sont consultables sur un site dédié publié par Météo-France en novembre 2022.

### Milieux naturels et biodiversité

#### Réseau Natura 2000

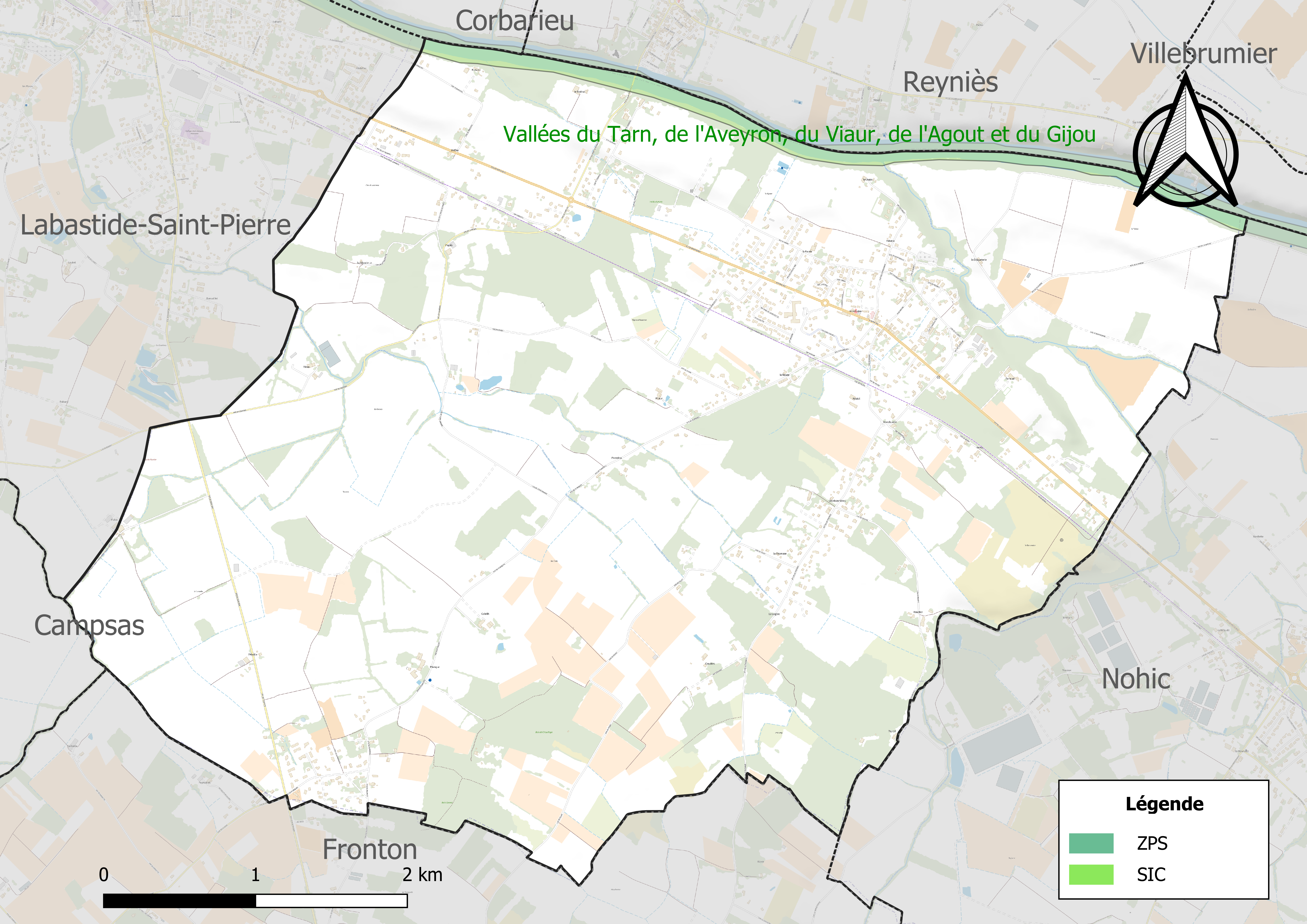
Site Natura 2000 sur le territoire communal.

Le réseau Natura 2000 est un réseau écologique européen de sites naturels d'intérêt écologique élaboré à partir des directives habitats et oiseaux, constitué de zones spéciales de conservation (ZSC) et de zones de protection spéciale (ZPS).
Un site Natura 2000 a été défini sur la commune au titre de la directive habitats : Les « vallées du Tarn, de l'Aveyron, du Viaur, de l'Agout et du Gijou », d'une superficie de 17 144 ha, s'étendant sur 136 communes dont 41 dans l'Aveyron, 8 en Haute-Garonne, 50 dans le Tarn et 37 dans le Tarn-et-Garonne. Elles présentent une très grande diversité d'habitats et d'espèces dans ce vaste réseau de cours d'eau et de gorges. La présence de la Loutre d'Europe et de la moule perlière d'eau douce est également d'un intérêt majeur.

#### Zones naturelles d'intérêt écologique, faunistique et floristique

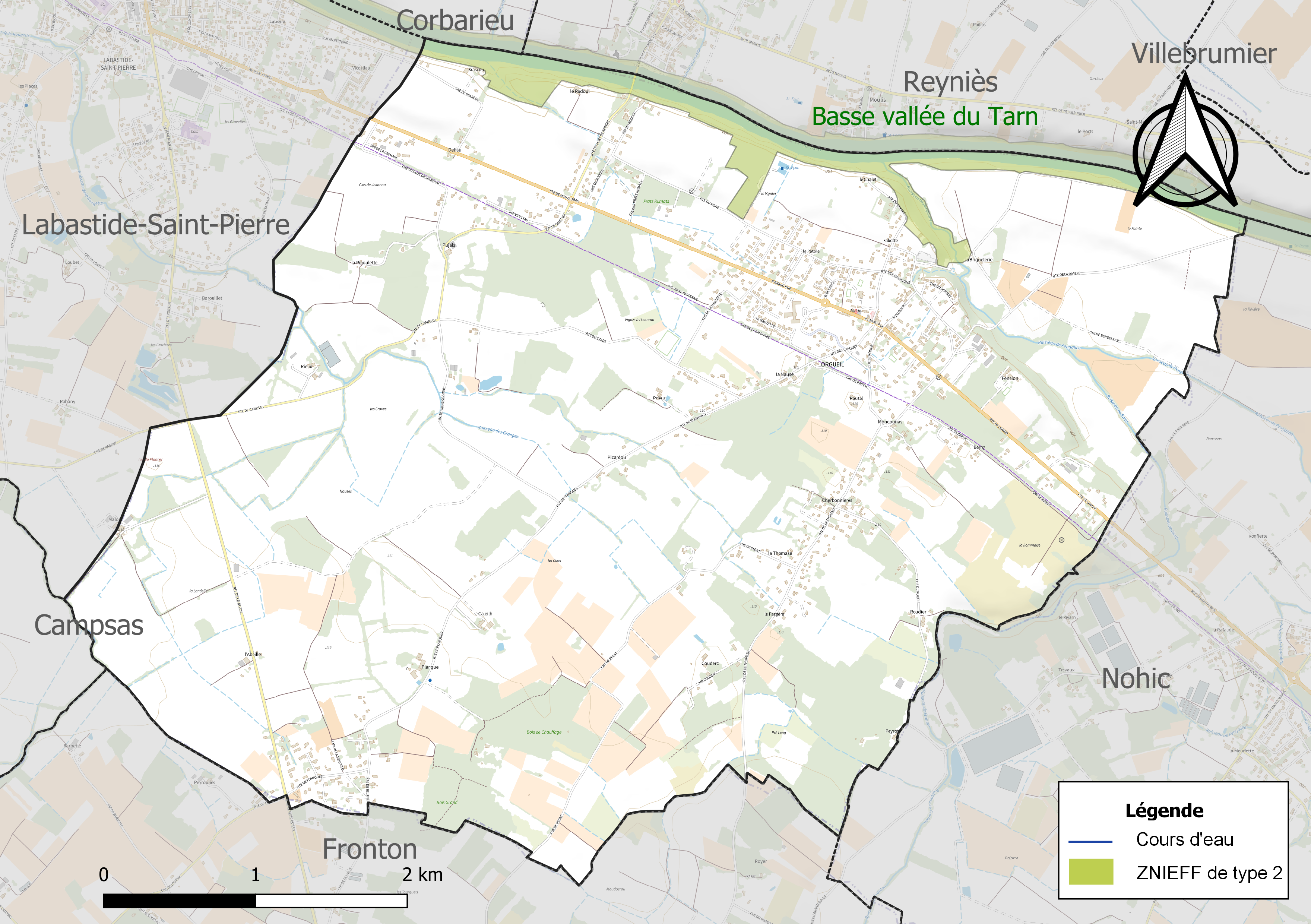
Carte de la ZNIEFF de type 2 localisée sur la commune.

L’inventaire des zones naturelles d'intérêt écologique, faunistique et floristique (ZNIEFF) a pour objectif de réaliser une couverture des zones les plus intéressantes sur le plan écologique, essentiellement dans la perspective d’améliorer la connaissance du patrimoine naturel national et de fournir aux différents décideurs un outil d’aide à la prise en compte de l’environnement dans l’aménagement du territoire.
Une ZNIEFF de type 2 est recensée sur la commune :
la « basse vallée du Tarn » (3 623 ha), couvrant 49 communes dont huit dans la Haute-Garonne, 20 dans le Tarn et 21 dans le Tarn-et-Garonne.

## Urbanisme

### Typologie
Au 1er janvier 2024, Orgueil est catégorisée commune rurale à habitat dispersé, selon la nouvelle grille communale de densité à sept niveaux définie par l'Insee en 2022.
Elle appartient à l'unité urbaine de Labastide-Saint-Pierre, une agglomération intra-départementale regroupant six  communes, dont elle est une commune de la banlieue,,. Par ailleurs la commune fait partie de l'aire d'attraction de Toulouse, dont elle est une commune de la couronne,. Cette aire, qui regroupe 527 communes, est catégorisée dans les aires de 700 000 habitants ou plus (hors Paris),.

### Occupation des sols

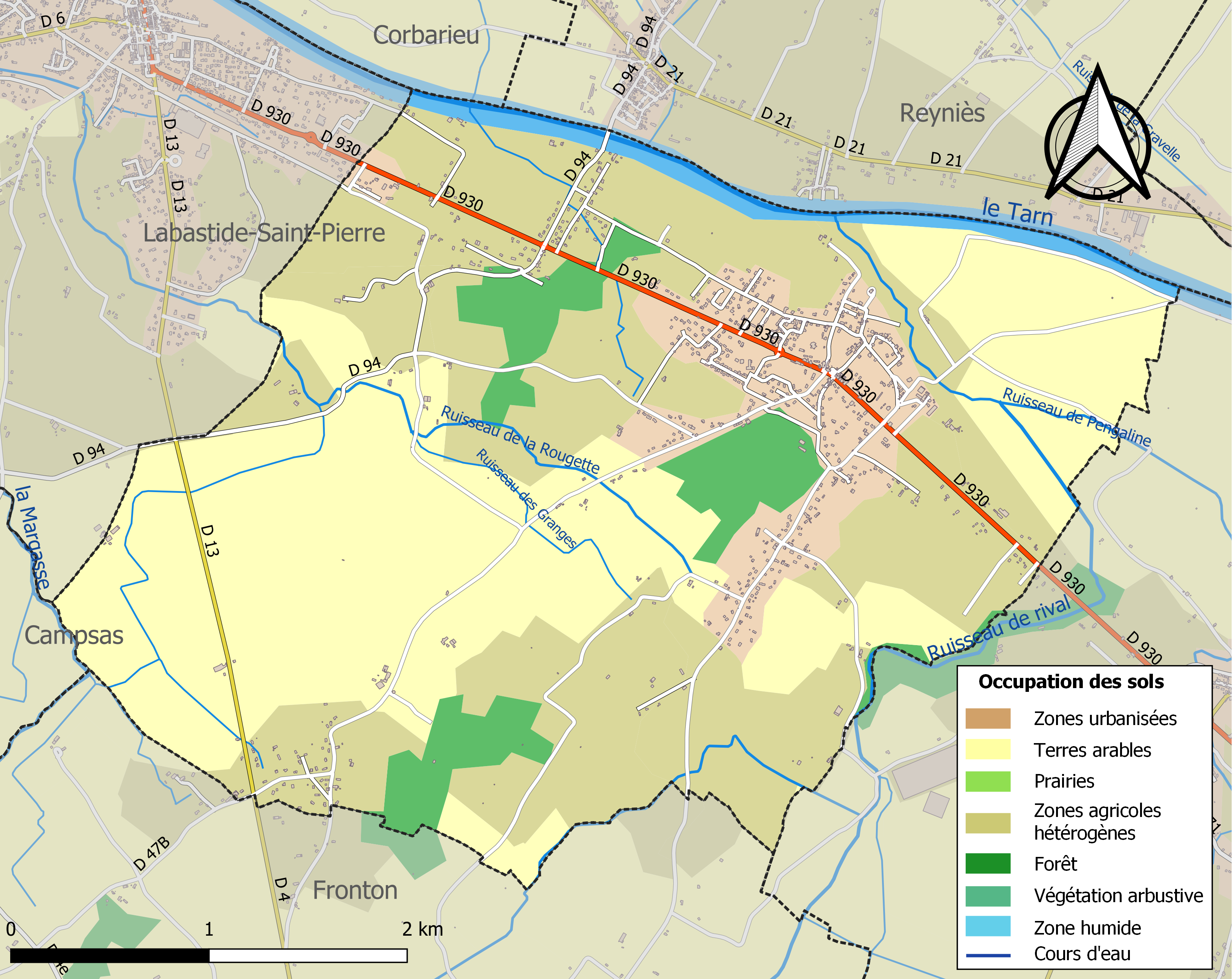
Carte des infrastructures et de l'occupation des sols de la commune en 2018 (CLC).

L'occupation des sols de la commune, telle qu'elle ressort de la base de données européenne d’occupation biophysique des sols Corine Land Cover (CLC), est marquée par l'importance des territoires agricoles (80,9 % en 2018), en diminution par rapport à 1990 (91 %). La répartition détaillée en 2018 est la suivante : 
zones agricoles hétérogènes (40,5 %), terres arables (40,3 %), zones urbanisées (10 %), forêts (6,9 %), eaux continentales (2,2 %). L'évolution de l’occupation des sols de la commune et de ses infrastructures peut être observée sur les différentes représentations cartographiques du territoire : la carte de Cassini (XVIIIe siècle), la carte d'état-major (1820-1866) et les cartes ou photos aériennes de l'IGN pour la période actuelle (1950 à aujourd'hui).

### Voies de communication et transports
Une ligne de bus des Lignes intermodales d'Occitanie, la ligne 717, permet de relier Montauban à Saint-Sulpice-la-Pointe en passant par le centre-ville d'Orgueil.

### Risques majeurs
Le territoire de la commune d'Orgueil est vulnérable à différents aléas naturels : météorologiques (tempête, orage, neige, grand froid, canicule ou sécheresse), inondations, mouvements de terrains et séisme (sismicité très faible). Il est également exposé à un risque technologique, le transport de matières dangereuses. Un site publié par le BRGM permet d'évaluer simplement et rapidement les risques d'un bien localisé soit par son adresse soit par le numéro de sa parcelle.

#### Risques naturels
Certaines parties du territoire communal sont susceptibles d’être affectées par le risque d’inondation par débordement de cours d'eau, notamment le Tarn, le ruisseau de Rival et le ruisseau la Margasse. La cartographie des zones inondables en ex-Midi-Pyrénées réalisée dans le cadre du XIe Contrat de plan État-région, visant à informer les citoyens et les décideurs sur le risque d’inondation, est accessible sur le site de la DREAL Occitanie. La commune a été reconnue en état de catastrophe naturelle au titre des dommages causés par les inondations et coulées de boue survenues en 1982, 1996 et 1999,.
Orgueil est exposée au risque de feu de forêt. Le département de Tarn-et-Garonne présentant toutefois globalement un niveau d’aléa moyen à faible très localisé, aucun Plan départemental de protection des forêts contre les risques d’incendie de forêt (PFCIF) n'a été élaboré. Le débroussaillement aux abords des maisons constitue l’une des meilleures protections pour les particuliers contre le feu,.

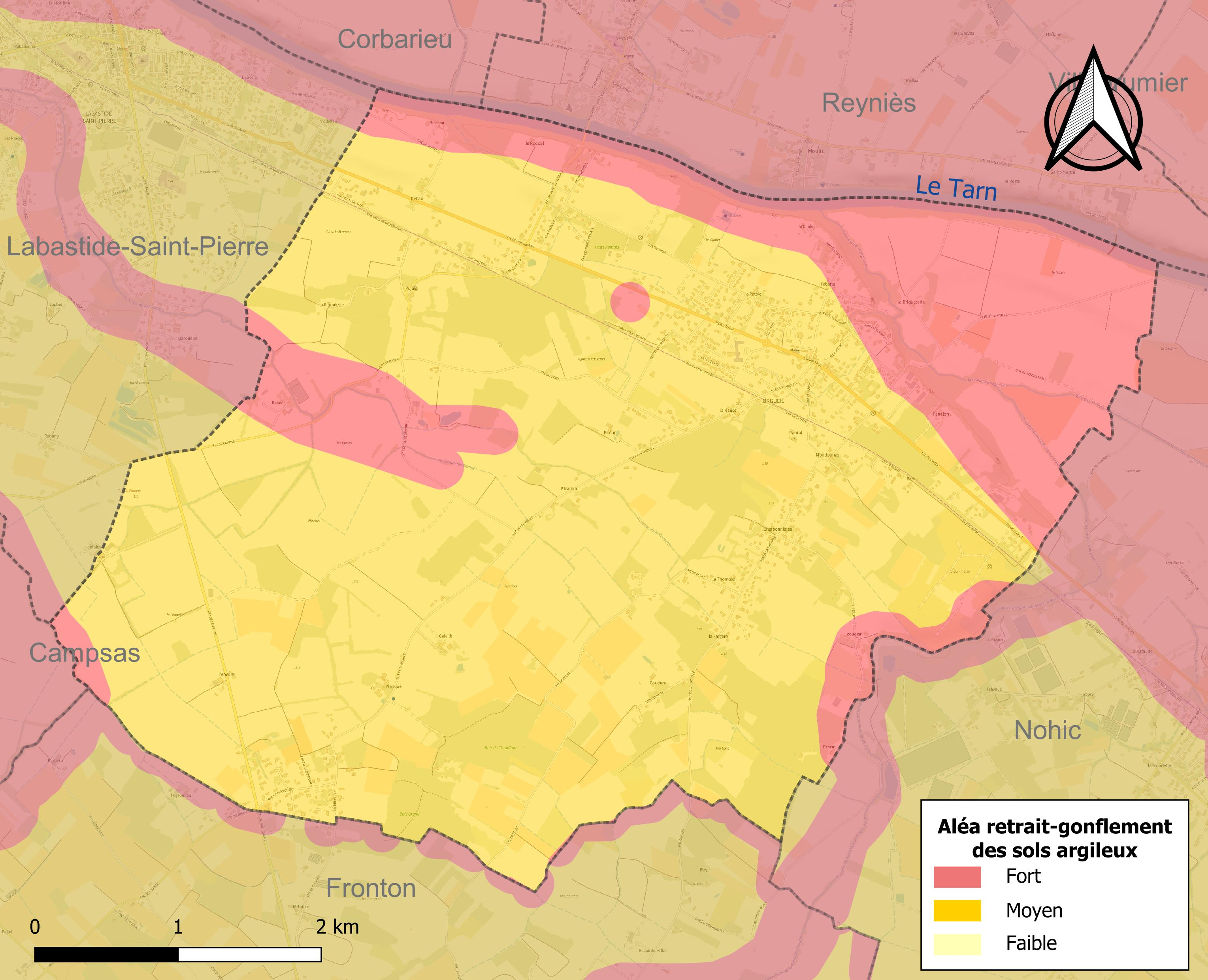
Carte des zones d'aléa retrait-gonflement des sols argileux d'Orgueil.

Les mouvements de terrains susceptibles de se produire sur la commune sont des tassements différentiels.
Le retrait-gonflement des sols argileux est susceptible d'engendrer des dommages importants aux bâtiments en cas d’alternance de périodes de sécheresse et de pluie. La totalité de la commune est en aléa moyen ou fort (92 % au niveau départemental et 48,5 % au niveau national). Sur les 602 bâtiments dénombrés sur la commune en 2019, 602 sont en aléa moyen ou fort, soit 100 %, à comparer aux 96 % au niveau départemental et 54 % au niveau national. Une cartographie de l'exposition du territoire national au retrait gonflement des sols argileux est disponible sur le site du BRGM,.
Par ailleurs, afin de mieux appréhender le risque d’affaissement de terrain, l'inventaire national des cavités souterraines permet de localiser celles situées sur la commune.
Concernant les mouvements de terrains, la commune a été reconnue en état de catastrophe naturelle au titre des dommages causés par la sécheresse en 1989, 1991, 1992, 1998, 2002, 2003, 2006, 2007, 2011 et 2016 et par des mouvements de terrain en 1999.

#### Risques technologiques
Le risque de transport de matières dangereuses sur la commune est lié à sa traversée par des infrastructures routières ou ferroviaires importantes ou la présence d'une canalisation de transport d'hydrocarbures. Un accident se produisant sur de telles infrastructures est susceptible d’avoir des effets graves sur les biens, les personnes ou l'environnement, selon la nature du matériau transporté. Des dispositions d’urbanisme peuvent être préconisées en conséquence.

## Histoire
Une voie antique, pouvant correspondre à l'axe Toulouse-Cahors, traverse la commune.
Au IXe siècle, on trouve déjà trace du village d’Orgueil, cette paroisse dépend alors de l’abbaye de Saint-Sernin de Toulouse.
Vers 1135, la paroisse est donnée aux hospitaliers de Fronton qui en font une sauveté. À l'époque, le Tarn est une rivière navigable et Orgueil est un asile sûr construit sur les bords du Tarn, en bas de la colline où il est situé actuellement.
En 1211, Simon de Montfort met à feu et à sang les terres occitanes, Orgueil appartient alors au comté de Toulouse. Quand le roi de France prend possession du comté de Toulouse, Orgueil devient une bastide, quitte le comté de Toulouse et est dotée d’une charte de coutumes. Orgueil est cependant toujours la propriété des chevaliers de Saint-Jean, moines hospitaliers, il devient une commanderie de l'ordre.
Les guerres de religion verront la destruction du village. Celui se reconstruit sur la colline, près du cimetière actuel où on trouve trace d’une nouvelle église vers 1680. La paroisse dépend alors de nouveau de l'archevêché de Toulouse après avoir été rattachée au diocèse de Montauban lors de la création de celui-ci en 1317 par le pape Jean XXII.
La rivière Tarn est alors un axe important de communication et de commerce. Orgueil possède un port, des passeurs font traverser la rivière, des moulins utilisent la force de l’eau. L’activité du village d’Orgueil est déjà tournée vers le vin. Descendant le Tarn, des bateaux transportent les récoltes vers Bordeaux et puis l’Angleterre. Le village abrite alors plusieurs briqueteries qui engendrent des trafics fluviaux pour le commerce des briques mais aussi pour le charbon nécessaire aux fours.
Pendant la Révolution, on ne relate pas de troubles particuliers sur le territoire de la commune.
Le XIXe siècle est le siècle des progrès mécaniques et les axes de communication terrestres se développent.
En 1840, la route nationale 13 relie Montauban à Castres.
En 1872, le chemin de fer relie Montauban à Saint-Sulpice (Tarn), le trafic sur la rivière baisse et le village d’Orgueil déménage une troisième fois pour se rapprocher de la route nationale et de la voie ferrée, nouvelles voies de commerce et de communication. Sortent alors de terre une nouvelle église, une Mairie-école et le village se développe le long de la route nationale.
La rivière Tarn est délaissée, les métiers liés à l’eau disparaissent peu à peu : un pont est construit pour traverser la rivière entre Orgueil et Reyniès faisant disparaître les passeurs, le train remplace les péniches et le chemin de halage ne sert plus aux chevaux.
Le 14 mai 1864, une météorite est tombée sur le territoire de la commune. Cette météorite, que la municipalité a immortalisé par un monument à l’entrée du village, est connue sous le nom d’Orgueil et dans les articles scientifiques on lit souvent : « Orgueil est … » pour désigner la météorite. Elle contient des diamants et des traces d’acides aminés. En 2001, la météorite d’Orgueil était présentée dans une exposition itinérante sur les diamants. La commune a érigé en 2002 un monument à l'entrée du village (en venant de Labastide-Saint-Pierre), sur le rond-point à côté du nouveau groupe scolaire. Il existe un autre monument commémorant la chute de la météorite, il est situé à l'entrée du village côté Nohic, en face de la casse-auto, ce monument a été érigé par la commune pour fêter le centenaire de la chute de la météorite.
Au début du XXe siècle, Orgueil est une commune agricole, essentiellement viticole. Comme partout en France, les grandes propriétés disparaissent peu à peu, il est difficile de trouver de la main d’œuvre chacun cultivant un petit terrain. La grande guerre réduira encore plus cette main d’œuvre et le village comme tous les villages de France payera un lourd tribut, le monument au centre du village livre les noms de ces hommes morts pour la France (visitez les pages consacrées au monument aux morts et aux noms gravés à jamais sur le site consacré au village d'Orgueil). En octobre 1924, l'Amicale Orphéonique d'Orgueil se dote d'un chant à la gloire d'Orgueil et son école : le Chant de l'Amicale, paroles de Rigal, musique de L. Py. Il est considéré comme le chant du village. Le village connaît une crue du Tarn en 1930, la guerre encore une fois, mais plus proche, la France étant entièrement occupée. À Orgueil se sont installés des Allemands, ils avaient même mis en place un parcours de sport là où se trouve actuellement le panneau de basket-ball.
Après la guerre, le village évolue. Dans les années 1950, on trouve dans le village des commerces, une forge, des immigrants s’installent.
À partir des années 1970, les commerces disparaissent peu à peu, les années 1980 les verront disparaître comme disparaissent peu à peu les exploitations agricoles. Pourtant le village continue à se développer et la population augmente : 535 habitants en 1915, 630 en 1982, 823 en 1990, 1 000 en 1995.
Le nouveau siècle va voir cette population augmenter encore : 1 149 habitants en 2001, 1 165 en octobre 2002, 1 241 en 2006, 1 335 en 2008 et plus de 1 400 en 2010. Plus de 46 % d'augmentation en vingt ans, un taux de progression annuel de 2 %. 400 foyers permanents et seulement 7 résidences secondaires.
Les effectifs de l’école primaire augmentent : 25 élèves en 1984, 41 en 1988, 75 en 1990, 89 en 1992, 91 en 1995, 109 en 1996, 126 en 1997, 143 en 1999, 150 en 2000, 160 en 2001 et 176 à la rentrée 2002. La rentrée 2002 avait vu l'ouverture de la 7e classe, c'était la cinquième ouverture de classe depuis 1989. Pour accueillir les enfants un nouveau groupe scolaire est alors sorti de terre. Depuis 2009 avec les nouveaux arrivants, les effectifs se remettent à progresser, à la rentrée scolaire 2010-2011 182 élèves fréquentent l'école et une huitième classe a ouvert ses portes.
Orgueil est toujours une commune rurale, en pleine zone de l'AOC côtes du frontonnais, mais la majorité de sa population travaille en dehors du village : Orgueil étant située dans le bassin de population desservant Toulouse, qui n’est qu'à 40 kilomètres, et Montauban, située à moins de 20 kilomètres.

### Héraldique
| Orgueil | Son blasonnement est : De sinople à deux bandes d'or. |

## Politique et administration

### Administration municipale
Le nombre d'habitants au recensement de 2017 étant compris entre 1 500 habitants et 2 500 habitants, le nombre de membres du conseil municipal pour l'élection de 2020 est de dix neuf,.

### Rattachements administratifs et électoraux
La commune fait partie de la communauté de communes du Terroir Grisolles Villebrumier et du canton de Tarn-Tescou-Quercy vert (avant le redécoupage départemental de 2014, Orgueil faisait partie de l'ex-canton de Grisolles).

## Population et société

### Démographie
L'évolution du nombre d'habitants est connue à travers les recensements de la population effectués dans la commune depuis 1793. Pour les communes de moins de 10 000 habitants, une enquête de recensement portant sur toute la population est réalisée tous les cinq ans, les populations de référence des années intermédiaires étant quant à elles estimées par interpolation ou extrapolation. Pour la commune, le premier recensement exhaustif entrant dans le cadre du nouveau dispositif a été réalisé en 2006.

En 2022, la commune comptait 1 721 habitants, en évolution de +5,13 % par rapport à 2016 (Tarn-et-Garonne : +3,12 %, France hors Mayotte : +2,11 %).
| 1793 | 1800 | 1806 | 1821 | 1831 | 1836 | 1841 | 1846 | 1851 |
| ---- | ---- | ---- | ---- | ---- | ---- | ---- | ---- | ---- |
| 336  | 305  | 390  | 459  | 502  | 510  | 524  | 503  | 503  |

| 1856 | 1861 | 1866 | 1872 | 1876 | 1881 | 1886 | 1891 | 1896 |
| ---- | ---- | ---- | ---- | ---- | ---- | ---- | ---- | ---- |
| 497  | 517  | 530  | 575  | 555  | 546  | 574  | 535  | 521  |

| 1901 | 1906 | 1911 | 1921 | 1926 | 1931 | 1936 | 1946 | 1954 |
| ---- | ---- | ---- | ---- | ---- | ---- | ---- | ---- | ---- |
| 505  | 502  | 455  | 432  | 472  | 486  | 423  | 441  | 513  |

| 1962 | 1968 | 1975 | 1982 | 1990 | 1999 | 2006  | 2011  | 2016  |
| ---- | ---- | ---- | ---- | ---- | ---- | ----- | ----- | ----- |
| 459  | 474  | 535  | 630  | 823  | 986  | 1 241 | 1 521 | 1 637 |

| 2021  | 2022  | - | - | - | - | - | - | - |
| ----- | ----- | - | - | - | - | - | - | - |
| 1 721 | 1 721 | - | - | - | - | - | - | - |

### Enseignement
Orgueil fait partie de l'académie de Toulouse.

## Économie

### Revenus
En 2018, la commune compte 624 ménages fiscaux, regroupant 1 722 personnes. La médiane du revenu disponible par unité de consommation est de 20 920 € (20 140 € dans le département).

### Emploi
|                | 2008  | 2013   | 2018   |
| -------------- | ----- | ------ | ------ |
| Commune        | 6,7 % | 8,8 %  | 9,8 %  |
| Département    | 8,4 % | 10,2 % | 10,3 % |
| France entière | 8,3 % | 10 %   | 10 %   |

En 2018, la population âgée de 15 à 64 ans s'élève à 1 090 personnes, parmi lesquelles on compte 77,9 % d'actifs (68,2 % ayant un emploi et 9,8 % de chômeurs) et 22,1 % d'inactifs,. Depuis 2008, le taux de chômage communal (au sens du recensement) des 15-64 ans est inférieur à celui de la France et du département.
La commune fait partie de la couronne de l'aire d'attraction de Toulouse, du fait qu'au moins 15 % des actifs travaillent dans le pôle,. Elle compte 135 emplois en 2018, contre 113 en 2013 et 116 en 2008. Le nombre d'actifs ayant un emploi résidant dans la commune est de 752, soit un indicateur de concentration d'emploi de 18 % et un taux d'activité parmi les 15 ans ou plus de 66,1 %.
Sur ces 752 actifs de 15 ans ou plus ayant un emploi, 83 travaillent dans la commune, soit 11 % des habitants. Pour se rendre au travail, 93,8 % des habitants utilisent un véhicule personnel ou de fonction à quatre roues, 1,1 % les transports en commun, 1,7 % s'y rendent en deux-roues, à vélo ou à pied et 3,4 % n'ont pas besoin de transport (travail au domicile).

### Activités hors agriculture

#### Secteurs d'activités
80 établissements sont implantés  à Orgueil au 31 décembre 2019. Le tableau ci-dessous en détaille le nombre par secteur d'activité et compare les ratios avec ceux du département,.
| Secteur d'activité                                                                                        | Commune | Commune | Département |
| Secteur d'activité                                                                                        | Nombre  | %       | %           |
| --- | ------- | ------- | ----------- |
| Ensemble                                                                                                  | 80      | 100 %   | (100 %)     |
| Industrie manufacturière, industries extractives et autres                                                | 8       | 10 %    | (9,6 %)     |
| Construction                                                                                              | 26      | 32,5 %  | (14,9 %)    |
| Commerce de gros et de détail, transports, hébergement et restauration                                    | 19      | 23,8 %  | (29,7 %)    |
| Information et communication                                                                              | 1       | 1,3 %   | (1,9 %)     |
| Activités financières et d'assurance                                                                      | 1       | 1,3 %   | (3,4 %)     |
| Activités immobilières                                                                                    | 3       | 3,8 %   | (3,3 %)     |
| Activités spécialisées, scientifiques et techniques et activités de services administratifs et de soutien | 10      | 12,5 %  | (14,1 %)    |
| Administration publique, enseignement, santé humaine et action sociale                                    | 4       | 5 %     | (13,6 %)    |
| Autres activités de services                                                                              | 8       | 10 %    | (9,3 %)     |

Le secteur de la construction est prépondérant sur la commune puisqu'il représente 32,5 % du nombre total d'établissements de la commune (26 sur les 80 entreprises implantées  à Orgueil), contre 14,9 % au niveau départemental.

#### Entreprises et commerces
Les quatre entreprises ayant leur siège social sur le territoire communal qui génèrent le plus de chiffre d'affaires en 2020 sont : 
- SARL A 3 F Constructions, travaux de maçonnerie générale et gros œuvre de bâtiment (368 k€)
- Pascal Porta Plomberie, travaux d'installation d'eau et de gaz en tous locaux (200 k€)
- Hubert TP, travaux de terrassement courants et travaux préparatoires (82 k€)
- Loc-Citanie, organisation de foires, salons professionnels et congrès (4 k€)

### Agriculture
La commune est dans le Lauragais, une petite région agricole située dans le sud-est du département de Tarn-et-Garonne. En 2020, l'orientation technico-économique de l'agriculture  sur la commune est la polyculture et/ou le polyélevage.
|               | 1988 | 2000 | 2010 | 2020 |
| ------------- | ---- | ---- | ---- | ---- |
| Exploitations | 49   | 45   | 28   | 19   |
| SAU (ha)      | 870  | 793  | 685  | 530  |

Le nombre d'exploitations agricoles en activité et ayant leur siège dans la commune est passé de 49 lors du recensement agricole de 1988  à 45 en 2000 puis à 28 en 2010 et enfin à 19 en 2020, soit une baisse de 61 % en 32 ans. Le même mouvement est observé à l'échelle du département qui a perdu pendant cette période 57 % de ses exploitations,. La surface agricole utilisée sur la commune a également diminué, passant de 870 ha en 1988 à 530 ha en 2020. Parallèlement la surface agricole utilisée moyenne par exploitation a augmenté, passant de 18 à 28 ha.

## Culture locale et patrimoine

### Lieux et monuments
- Monument aux Morts
- Église Saint-Ferréol d'Orgueil.

Église de style néo-gothique dessinée par l’architecte Dutour, à la fin du XIXe. Le clocher mesure 32 m de hauteur. L’édifice comprend une abside à cinq pans et une nef de quatre travées entourée de deux petites chapelles. Le décor intérieur est remarquable pour les peintures en trompe-l'œil du chœur.

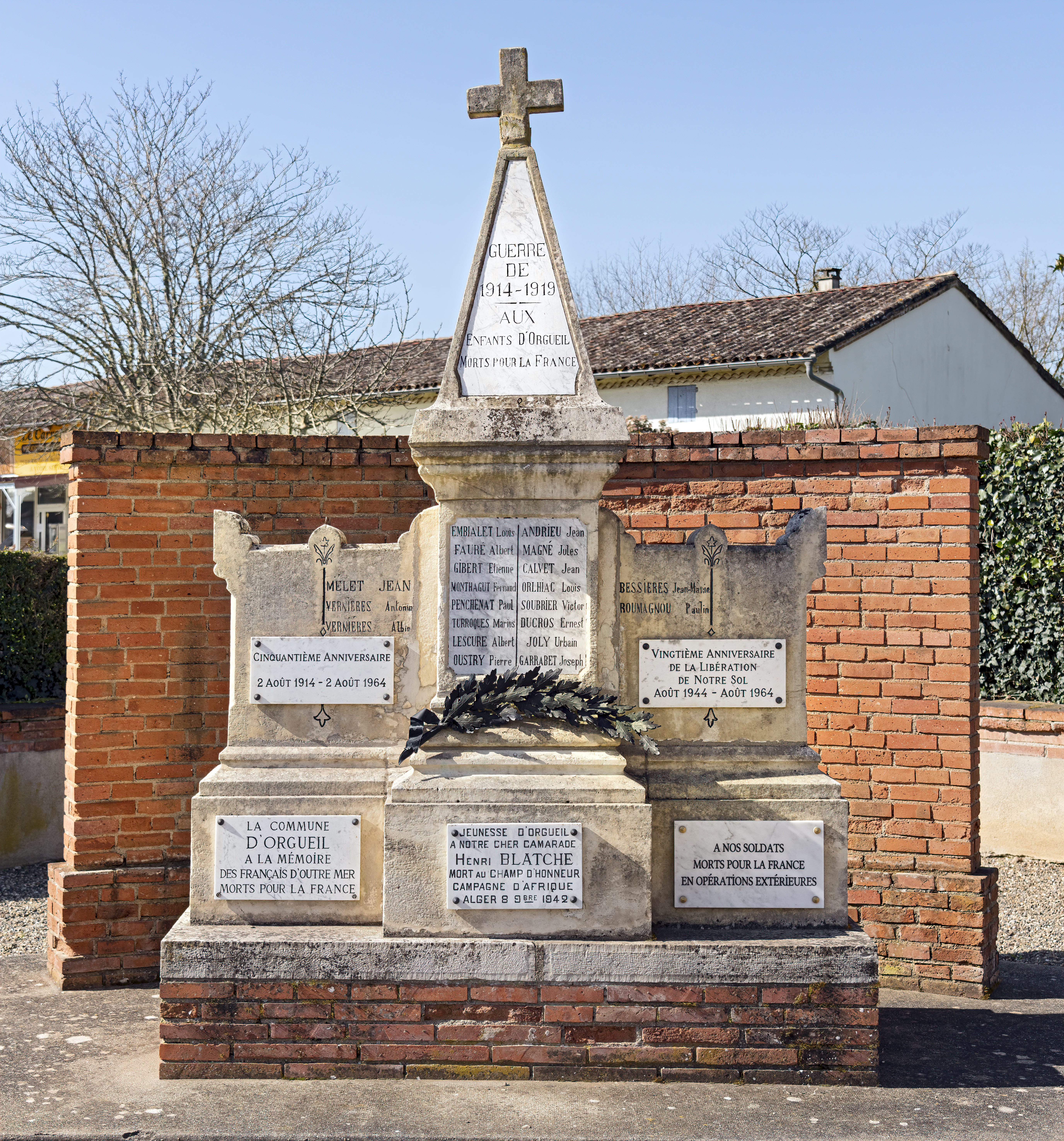
Le Monument aux morts
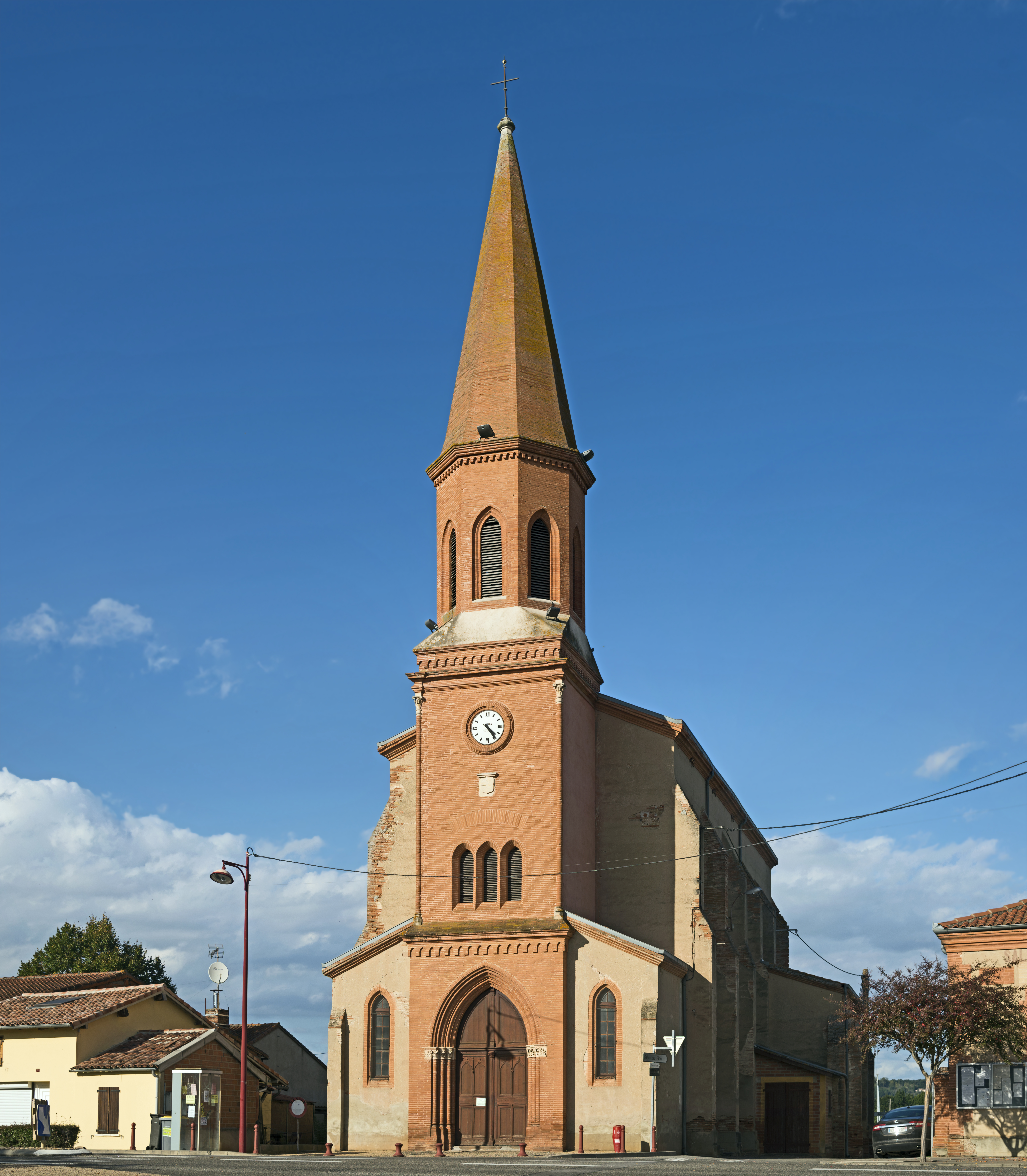
Église Saint-Ferréol d'Orgueil
Intérieur
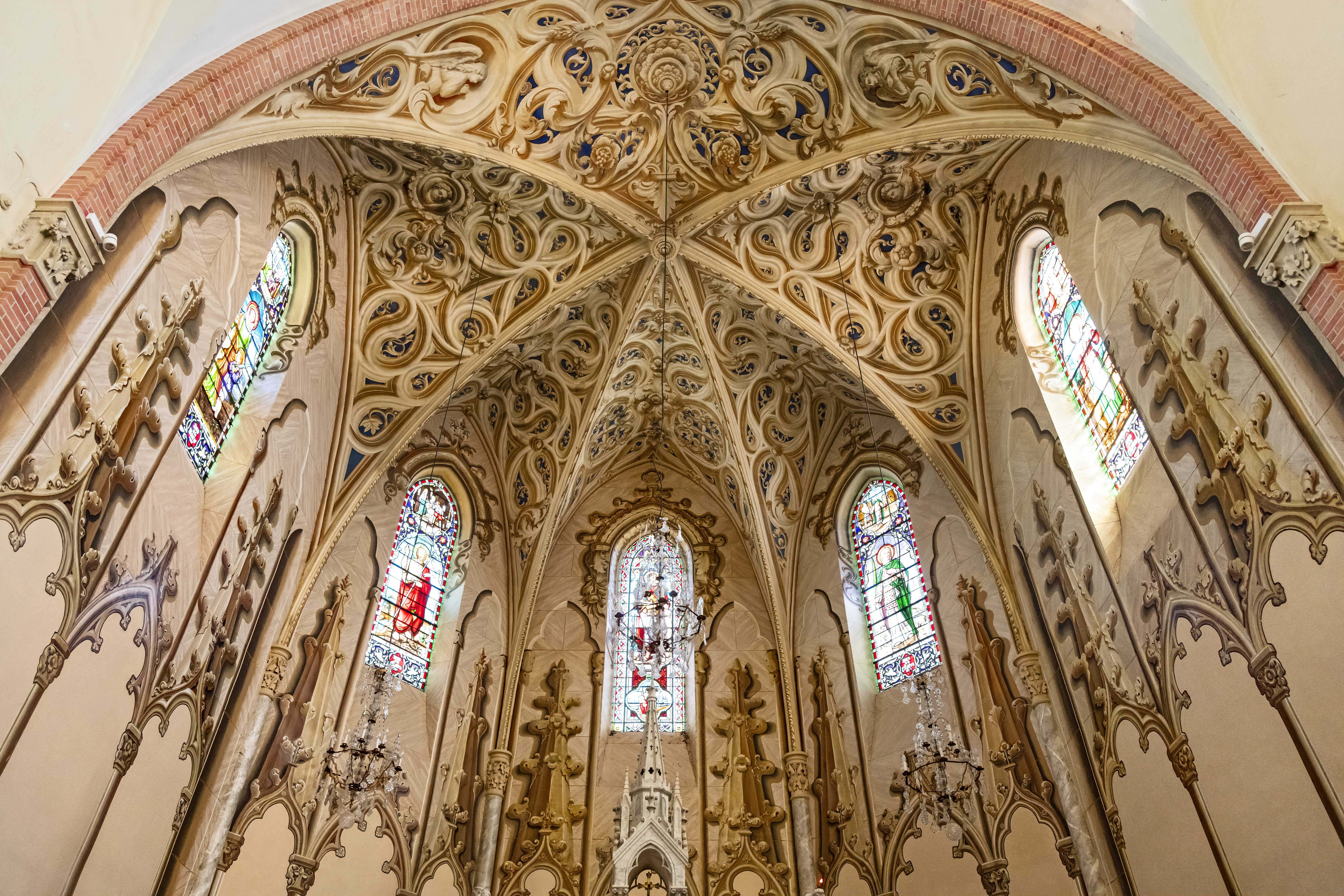
Les trompe-l'œil du chœur
L'autel néogothique en marbre blanc
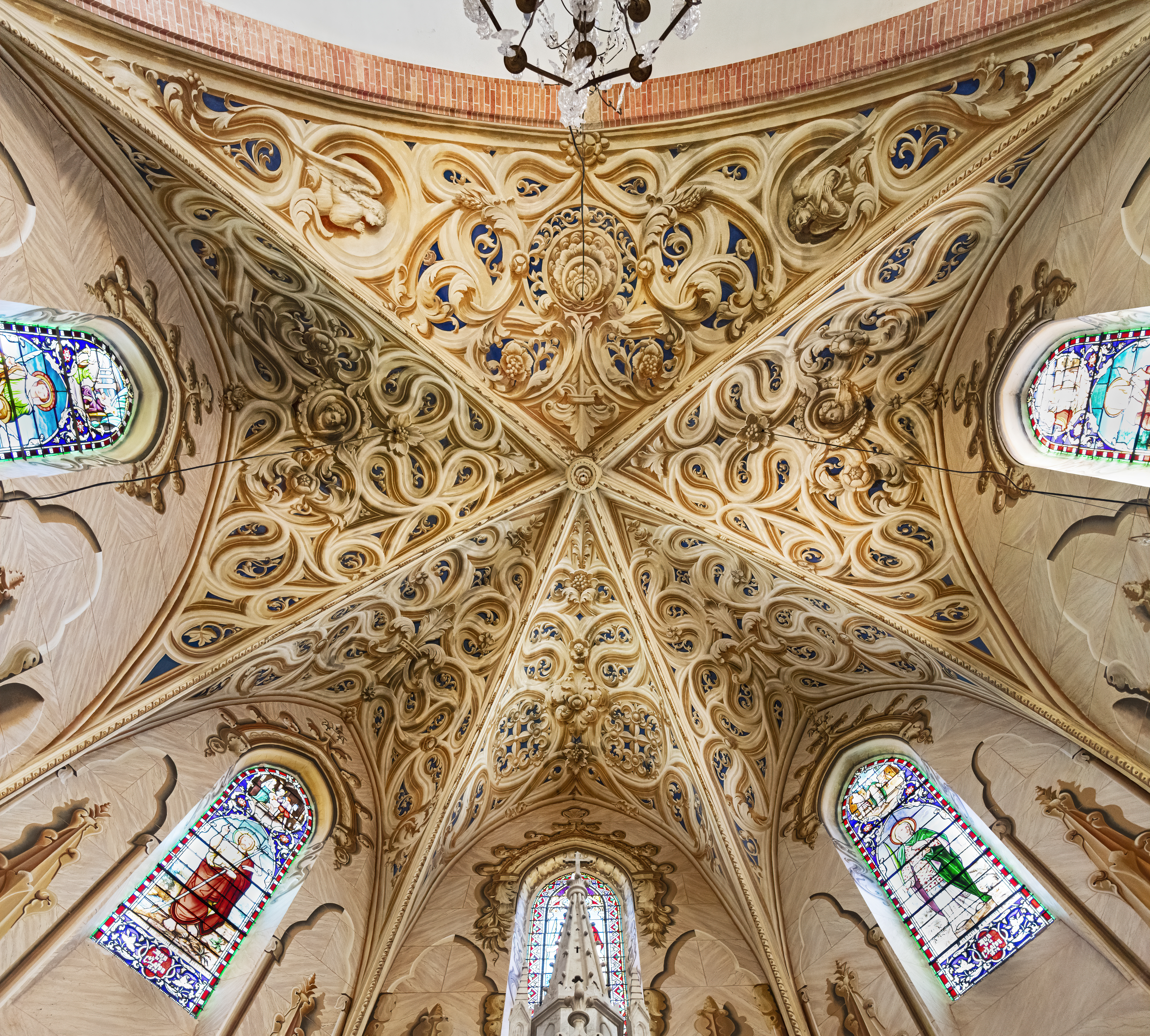
Voûte du chœur

#### Météorite d'Orgueil

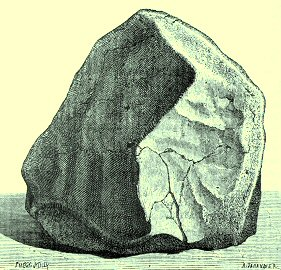
Dessin d'un fragment de la météorite d'Orgueil.

Le village d'Orgueil est connu mondialement pour sa météorite : cette météorite est venue s'écraser le 14 mai 1864 dans un champ de la commune.